# جونيور بيوس
جونيور بيوس (بالإنجليزية: Junior Pius)‏ هو لاعب كرة قدم نيجيري في مركز الدفاع، ولد في 20 ديسمبر 1995 في Eman, Akwa Ibom ‏ في نيجيريا. لعب مع نادي بورتو.

## وصلات خارجية
- جونيور بيوس على موقع قاعدة بيانات كرة القدم.إي يو (الإنجليزية)
- جونيور بيوس على موقع Soccerway.com (الإنجليزية)